# Silvio Spann
Silvio Reinaldo Spann (ur. 21 sierpnia 1981 w Couva) – piłkarz pochodzący z Trynidadu i Tobago, grający na pozycji pomocnika.

## Kariera klubowa
Silvio Spann jest synem Leroya Spanna, byłego reprezentanta Trynidadu i Tobago. Silvio pierwsze piłkarskie kroki stawiał w szkołach sportowych o nazwach Couva Junior Sec, a potem St Benedicts College. Pierwszym klubem piłkarskim w karierze Silvio był Doc's Khelwalaas, w którym grał do końca 2000 roku. Rok 2001 zaczął w drużynie W Connection (miał udział w zdobyciu mistrzostwa kraju), ale w drugiej połowie 2002 roku wyjechał do Włoch stając się pierwszym piłkarzem pochodzącym z Trynidadu i Tobago w tamtejszych rozgrywkach piłkarskich. Został piłkarzem AC Perugia. W Perugii nie miał jednak szans na grę, toteż wypożyczono go do klubu z Serie C1/A, S.S. Sambenedettese Calcio. We Włoszech grał do końca sezonu 2001/2002 i wtedy został wypożyczony do W Connection FC i zdobył Puchar Trynidadu i Tobago. W zespole Connection grał do lutego 2004 i przez pewien czas pozostawał bez klubu. Był na testach w Borussii Mönchengladbach, ale nie przeszedł do niemieckiego klubu z powodów osobistych. W kwietniu został piłkarzem chorwackiego Dinama Zagrzeb, jednak ani razu nie zagrał w barwach stołecznego klubu z pierwszej lidze. Przez pół roku szukał klubu i był na testach w Derby County oraz Crystal Palace F.C., ale z powodu małej liczby występów w reprezentacji nie dostał pozwolenia na pracę w Wielkiej Brytanii. Na początku 2005 znalazł nowy klub – Yokohama FC i stał się pierwszym graczem z Trynidadu i Tobago w J-League. W drugiej lidze rozegrał 20 meczów i strzelił 3 gole (pierwszego zdobył 23 kwietnia w zremisowanym 1:1 meczu z Tokushima Vortis), a z Yokohamą zajął 11. miejsce w lidze (przedostatnie). Przez niemal cały rok 2006 pozostawał bez klubu, ale 3 listopada udało mu się podpisać kontrakt z W Connection FC. Latem 2007 Spann przeszedł do Wrexham A.F.C.

## Kariera reprezentacyjna
W reprezentacji Trynidadu i Tobago Spann zadebiutował 25 lutego 2002 roku w zremisowanym 0:0 meczu z Barbadosem. Wcześniej był kapitanem reprezentacji olimpijskiej oraz reprezentacji do lat 23 i został wybrany do najlepszej osiemnastki piłkarzy eliminacji do Igrzysk Olimpijskich w Atenach w strefie CONCACAF. W 2006 został powołany przez selekcjonera „Soca Warriors” Leo Beenhakkera do 23-osobowej kadry na finały Mistrzostwa Świata w Niemczech, ale na kilka dni przed zamknięciem list z kadrami doznał kontuzji ścięgna i został zastąpiony w przez Evansa Wise’a.